# Juno V
Juno V war eine geplante Trägerraketenfamilie aus den späten 1950er-Jahren, für die eine Serie von Entwürfen existiert, die jedoch nie realisiert wurde. Es handelte sich dabei um mehrstufige Raketen, die zwar nicht in Produktion gingen, deren Komponenten jedoch in anderen Projekten weiterverwendet wurden. Die erste Stufe der Juno V war als Cluster aus acht Triebwerken konzipiert. Für eine vollständige Rakete wären zusätzlich eine zweite und eine dritte Stufe erforderlich gewesen. Je nach Konfiguration wäre die Rakete dann als Juno V-A oder Juno V-B bezeichnet worden.

## Juno V-A
Die Juno V-A war eine 1958 entwickelte Variante der ursprünglich als „Super-Jupiter“ bezeichneten Rakete. In der zweiten Stufe sollten vier Rocketdyne E-1-Triebwerke zum Einsatz kommen. Nach dem Abbruch dieses Projekts wurde geplant, für die Juno V-A stattdessen die erste Stufe der späteren Saturn I zu verwenden. Für die Oberstufe war der Einsatz einer vollständigen Titan-I-Interkontinentalrakete vorgesehen, um die Nutzlast weiter ins All zu bringen. Die Juno V-A selbst wurde nie gebaut, doch ihre geplanten Komponenten kamen in anderen Raketenprogrammen zum Einsatz – unter anderem bei Trägerraketen, die heute allerdings nicht mehr aktiv verwendet werden.

## Juno V-B
Die Juno V-B wurde im selben Jahr wie die Juno V-A als Trägerrakete für Mond- und interplanetare Missionen konzipiert. Sie basierte weitgehend auf dem Juno V-A-Design, sollte jedoch anstelle der ursprünglich geplanten dritten Stufe (der zweiten Stufe einer Titan-I-Rakete) eine leistungsstärkere Centaur-C-Raketenstufe erhalten. Bereits ein Jahr nach der Konzeptstudie wurde das Projekt umbenannt: Der Booster erhielt den Namen Saturn A-1. Wie schon bei der Juno-Serie wurde auch die Saturn A-1 nie in ihrer ursprünglich geplanten Form realisiert. Viele ihrer vorgesehenen Komponenten fanden jedoch in späteren Trägerraketen Verwendung.